# Hydraena galatica
Hydraena galatica är en skalbaggsart som beskrevs av Emile Janssens 1970. Hydraena galatica ingår i släktet Hydraena och familjen vattenbrynsbaggar. Inga underarter finns listade i Catalogue of Life.